# Lista de regiões portuguesas ordenadas por população empregada
Esta é uma lista demostrando a população empregada de cada uma das sete regiões portuguesas, ordenadas pela região e ano, mostrando os valores de cada ano desde 2011. Os dados baseiam-se nas estatísticas oficiais do Instituto Nacional de Estatística.
| Posição | Posição          | Região                       | População empregada (2022) | Participação (população empregada total) | Variação (%, desde 2021) | Variação (números, desde 2021) |
| Em 2022 | Comparada a 2021 | Região                       | População empregada (2022) | Participação (população empregada total) | Variação (%, desde 2021) | Variação (números, desde 2021) |
| ------- | ---------------- | ---------------------------- | -------------------------- | ---------------------------------------- | ------------------------ | ------------------------------ |
| 1       | (0)              | Região do Norte              | 1 656,4 mil                | 35,3 %                                   | 0,67 %                   | 11,1 mil                       |
| 2       | (0)              | Área Metropolitana de Lisboa | 1 263,8 mil                | 26,9 %                                   | 0,61 %                   | 7,7 mil                        |
| 3       | (0)              | Região do Centro             | 1 032,2 mil                | 21,9 %                                   | 3,29 %                   | 32,9 mil                       |
| 4       | (0)              | Região do Alentejo           | 315,6 mil                  | 6,7 %                                    | 3,00 %                   | 9,2 mil                        |
| 5       | (0)              | Região do Algarve            | 200,1 mil                  | 4,3 %                                    | 3,25 %                   | 6,3 mil                        |
| 6       | (0)              | Região da Madeira            | 118,7 mil                  | 2,5 %                                    | 3,76 %                   | 4,3 mil                        |
| 7       | (0)              | Região dos Açores            | 112,4 mil                  | 2,4 %                                    | 4,56 %                   | 4,9 mil                        |
|         |                  | Portugal                     | 4 699,3 mil                | 100 %                                    | 1,66 %                   | 76,7 mil                       |

1. ↑  «Portal do INE». www.ine.pt. Consultado em 22 de abril de 2023